# Maratona di Torino
La Maratona di Torino, già Turin Marathon, è una gara podistica che si corre sulla canonica distanza di 42,195 chilometri e che si tiene annualmente nella città di Torino.
È una delle maratone più antiche d'Italia, la sua prima edizione venne infatti disputata nel 1897, anno in cui si svolse il primo campionato pedestre italiano. Il percorso era posizionato lungo la tratta Torino-None.
Negli anni successivi sono state effettuate svariate modifiche al tracciato, fino al raggiungimento del percorso odierno, un anello che parte e arriva in Piazza Castello e che attraversa sette comuni della cintura torinese: Moncalieri, Nichelino, Beinasco, Orbassano, Rivalta, Rivoli e Collegno.
Dal 2014 la maratona torinese è una delle quattro incluse dalla FIDAL nel circuito delle Maratone delle città d'arte. È inoltre inserita nel Global Calendar della World Athletics.

## Albo d'oro
Maratona di Torino
| Anno | Atleta                           | Nazione     | Tempo    |
| ---- | -------------------------------- | ----------- | -------- |
| 1919 | Valerio Arri                     | Italia      | 2h40'47" |
| 1921 | Angelo Malvicini                 | Italia      | 2h48'15" |
| 1922 | Giuseppe Bausola                 | Italia      | 3h01'46" |
| 1923 | Ettore Blasi                     | Italia      | 2h53'50" |
| 1924 | Romeo Bertini                    | Italia      | 2h48'55" |
| 1925 | Angelo Malvicini                 | Italia      | 2h52'12" |
| 1926 | Sam Ferris                       | Regno Unito | 2h52'12" |
| 1927 | Luigi Rossigni                   | Italia      | 2h48'42" |
| 1928 | Martli Marttelin                 | Finlandia   | 2h41'24" |
| 1929 | Stefano Natale                   | Italia      | 2h39'00" |
| 1930 | Luigi Rossigni                   | Italia      | 2h38'23" |
| 1931 | Francesco Roccati                | Italia      | 2h48'12" |
| 1932 | Michele Fanelli                  | Italia      | 2h45'01" |
| 1933 | Aurelio Genghini                 | Italia      | 2h38'39" |
| 1934 | Armas Toivonen                   | Finlandia   | 2h52'29" |
| 1974 | G.B. Bassi, M. Carbone, R. Musso | Italia      | 2h25'00" |

Torino - Sommariva Bosco
| Anno | Atleta               | Nazione | Tempo    |
| ---- | -------------------- | ------- | -------- |
| 1978 | Gian Paolo Messina   | Italia  | 2h21'47" |
| 1979 | Luciano Re Depaolini | Italia  | 2h20'25" |

Maratona di Torino
| Anno | Atleta              | Nazione | Tempo    |
| ---- | ------------------- | ------- | -------- |
| 1982 | P. Rubbio, P. Balbo | Italia  | 2h14'50" |
| 1982 | Mark de Blander     | Belgio  | 2h14'57" |
| 1983 | Potito Rubbio       | Italia  | 2h28'25" |
| 1984 | Paolo Favaglioni    | Italia  | 2h32'08" |
| 1985 | Paolo Favaglioni    | Italia  | 2h33'08" |

Susa - Avigliana
| Anno | Atleta         | Nazione | Tempo    |
| ---- | -------------- | ------- | -------- |
| 1987 | Luigi Chiampo  | Italia  | 2h17'00" |
| 1988 | Franco Borelli | Italia  | 2h17'12" |
| 1989 | Joseph Kipsang | Kenya   | 2h30'32" |
| 1990 | Gianni Truschi | Italia  | 2h13'17" |

Turin Marathon
| Anno | Atleta maschile        | Nazione | Tempo    | Atleta femminile   | Nazione     | Tempo    |
| ---- | ---------------------- | ------- | -------- | ------------------ | ----------- | -------- |
| 1991 | Walter Durbano         | Italia  | 2h10'03" | Alla Dudaeve       | Bielorussia | 2h39'41" |
| 1992 | Alessio Faustini       | Italia  | 2h11'03" | Irina Skliarenko   | Ucraina     | 2h37'39" |
| 1993 | Walter Durbano         | Italia  | 2h11'13" | Emma Scaunich      | Italia      | 2h34'17" |
| 1994 | Michael Kipkai         | Kenya   | 2h10'07" | Laura Fogli        | Italia      | 2h31'44" |
| 1995 | Sid-Ali Sakhri         | Algeria | 2h11'35" | Rosanna Munerotto  | Italia      | 2h29'31" |
| 1996 | Abel Gisemba           | Kenya   | 2h11'41" | Franca Fiacconi    | Italia      | 2h29'18" |
| 1997 | Joseph Chebet          | Kenya   | 2h08'23" | Jane Salumäe       | Estonia     | 2h27'04" |
| 1998 | Japhet Kosgei          | Kenya   | 2h09'59" | Franca Fiacconi    | Italia      | 2h30'21" |
| 1999 | Sammy Korir            | Kenya   | 2h08'27" | Maria Guida        | Italia      | 2h28'28" |
| 2000 | Simretu Alemayehu      | Etiopia | 2h08'33" | Florence Barsosio  | Kenya       | 2h27'58" |
| 2001 | Simretu Alemayehu      | Etiopia | 2h07'45" | Tiziana Alagia     | Italia      | 2h27'53" |
| 2002 | Alberico Di Cecco      | Italia  | 2h10'27" | Anastasia Ndereba  | Kenya       | 2h29'27" |
| 2003 | Daniele Caimmi         | Italia  | 2h10'08" | Stine Larsen       | Norvegia    | 2h27'12" |
| 2004 | Frederik Cherono       | Kenya   | 2h08'38" | Helena Javornik    | Slovenia    | 2h31'13" |
| 2005 | Danilo Goffi           | Italia  | 2h11'12" | Beatrice Omwanza   | Kenya       | 2h30'40" |
| 2006 | Stephen Kibiwot        | Kenya   | 2h10'10" | Jane Ekimat        | Kenya       | 2h32'18" |
| 2007 | Philemon Kirwa         | Kenya   | 2h10'24" | Anikó Kálovics     | Ungheria    | 2h29'24" |
| 2008 | Stephen Kibiwot        | Kenya   | 2h10'12" | Vincenza Sicari    | Italia      | 2h29'52" |
| 2009 | Benson Barus           | Kenya   | 2h09'07" | Agnes Kiprop       | Kenya       | 2h26'22" |
| 2010 | Ruggero Pertile        | Italia  | 2h10'58" | Priscah Jeptoo     | Kenya       | 2h27'02" |
| 2011 | Ennaji El Idrissi      | Marocco | 2h08'13" | Yuliya Ruban       | Ucraina     | 2h27'10" |
| 2012 | Patrick Kipyegon Terer | Kenya   | 2h10'33" | Sharon Cherop      | Kenya       | 2h23'56" |
| 2013 | Patrick Kipyegon Terer | Kenya   | 2h08'52" | Ivana Iozzia       | Italia      | 2h34'13" |
| 2014 | Samuel Rutto           | Kenya   | 2h10'00" | Esther Ndiema      | Kenya       | 2h28'41" |
| 2015 | Alex Saekwo            | Kenya   | 2h15'29" | Silvia Weissteiner | Italia      | 2h32'35" |
| 2016 | Youssef Sbaai          | Marocco | 2h13'43" | Laila Soufyane     | Italia      | 2h36'32" |

Maratona di Torino
| Anno | Atleta maschile       | Nazione | Tempo    | Atleta femminile    | Nazione | Tempo    |
| ---- | --------------------- | ------- | -------- | ------------------- | ------- | -------- |
| 2017 | Alessandro Giacobazzi | Italia  | 2h15'25" | Patrycja Włodarczyk | Polonia | 2h53'27" |
| 2018 | Siraj Gena            | Etiopia | 2h14'48" | Shuke Denbeli Chefo | Etiopia | 2h35'53" |

T-FAST 42k
| Anno | Atleta maschile    | Nazione       | Tempo         | Atleta femminile | Nazione       | Tempo         |
| ---- | ------------------ | ------------- | ------------- | ---------------- | ------------- | ------------- |
| 2019 | Non disputata      | Non disputata | Non disputata | Non disputata    | Non disputata | Non disputata |
| 2020 | Non disputata      | Non disputata | Non disputata | Non disputata    | Non disputata | Non disputata |
| 2021 | Andrea Soffientini | Italia        | 2h31'33"      | Claudia Marietta | Italia        | 2h54'34"      |

Torino City Marathon
| Anno | Atleta maschile       | Nazione | Tempo    | Atleta femminile      | Nazione | Tempo    |
| ---- | --------------------- | ------- | -------- | --------------------- | ------- | -------- |
| 2022 | Giuseppe Gerratana    | Italia  | 2h13'00" | Dorine Jerop Murkomen | Kenya   | 2h32'37" |
| 2023 | Sendeku Alelgn Amogne | Etiopia | 2h09'46" | Dorine Jerop Murkomen | Kenya   | 2h31'30" |